# Caccobius nikkoensis
Caccobius nikkoensis är en skalbaggsart som beskrevs av Lewis 1895. Caccobius nikkoensis ingår i släktet Caccobius och familjen bladhorningar. Inga underarter finns listade.